# Drept corporativ
Dreptul corporativ (cunoscut și sub denumirea de dreptul afacerilor sau dreptul societăților comerciale) este cadrul legal care reglementează drepturile, relațiile și conduita companiilor, organizațiilor și întreprinderilor. Dreptul corporativ descrie adesea legea referitoare la aspecte care derivă direct din ciclul de viață al unei corporații. Prin urmare, cuprinde formarea, finanțarea, guvernarea și moartea unei corporații.